# Sulidziad
Sulidziad – staropolskie imię męskie, złożone z dwóch członów: Suli- ("obiecywać" albo "lepszy, możniejszy") i -dziad ("dziad"). Może oznaczać "ten, który uczyni swojego dziada możniejszym".